# Victor 6000

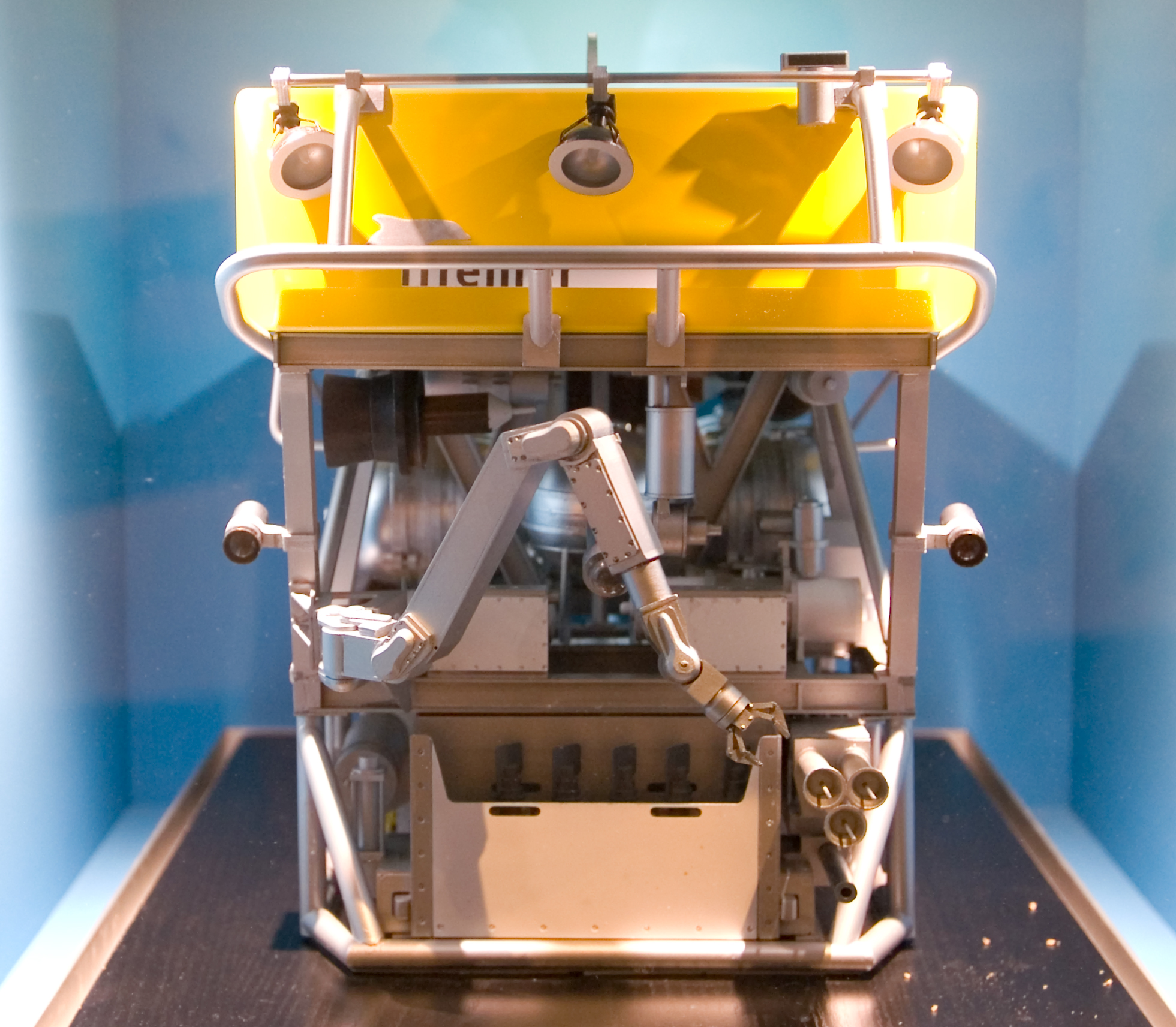
Ein Model von Victor 6000

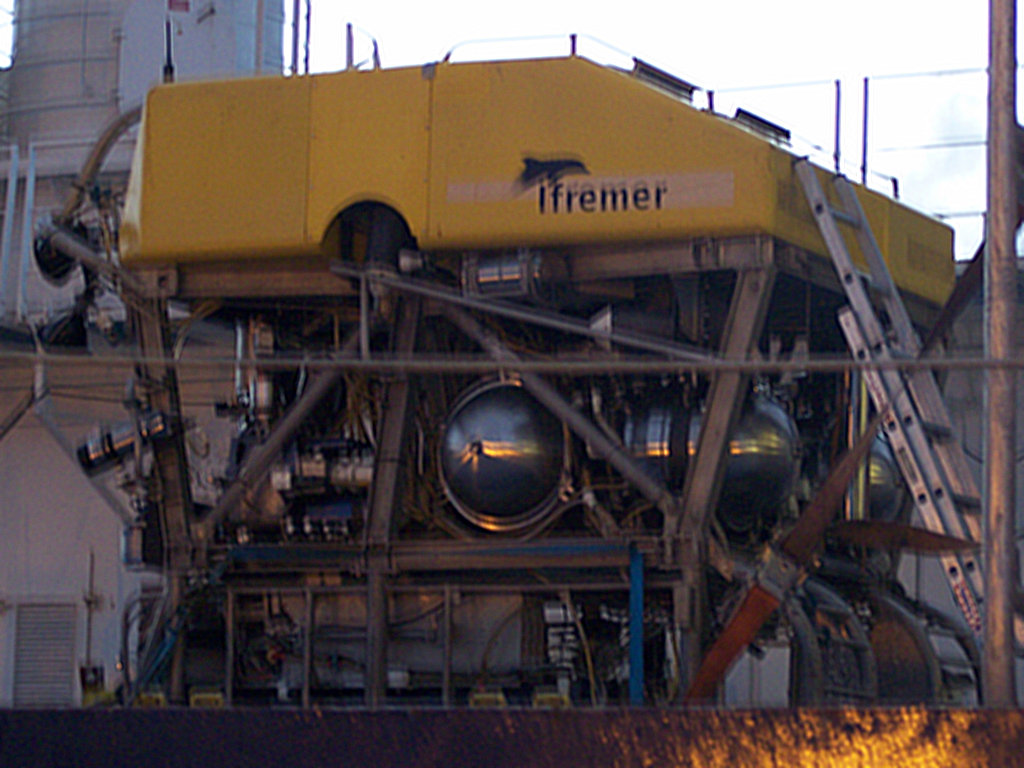
Das ferngesteuerte Unterwasserfahrzeug Victor 6000

Victor 6000 ist ein ferngelenktes, kabelgebundenes Tauchfahrzeug, das vom französischen Institut Ifremer für ozeanographische Forschungsaufgaben entwickelt wurde. Es hat die Abmessungen 3,1 × 1,8 × 2,1 m und wiegt 4 Tonnen. Das Tauchfahrzeug wird über ein 8500 m langes Kabel versorgt und kann in einer Tiefe von bis zu 6000 m mit einer Maximalgeschwindigkeit von 1,5 Knoten operieren; je nach Aufgabenstellung wird es mit unterschiedlichen Instrumenten ausgestattet.
Victor 6000 verfügt zur Steuerung über eine zoombare Hauptkamera und zwei Hilfskameras sowie fünf weitere Kameras. Acht Scheinwerfer mit einer Gesamtleistung von 5 kW werden für die Beleuchtung verwendet. Zwei Greifarme mit einer maximalen Hebelast von 100 kg ermöglichen das gezielte Absetzen von Messgeräten am Meeresboden. Sensoren informieren über den Tauchzustand, Neigung, Tauchtiefe und Log, ein Unterwassermikrofon für die Schallaufzeichnung ist ebenso vorhanden. Zur Tarierung wird ein 70-Liter-Gefäß verwendet, dessen Pumpe einen Druck von 600 bar bei einer Förderleistung von 2 l/min aufbringen kann.
Das Tauchfahrzeug wird unter anderem auf dem deutschen Forschungsschiff Polarstern und auf den französischen Forschungsschiffen Pourquoi Pas ? und L’Atalante eingesetzt. 
Mit Letzterem war Victor 6000 an der Suche nach dem vermissten Tiefsee-U-Boot Titan beteiligt.

## Probeentnahmemodul mit seinen Elementen
Victor 6000 verfügt über ein Probeentnahmemodul mit folgenden Elementen:
- drei manipulierbare Temperatursensoren
- Ein Sauger zur Entnahme von 8 Faunaproben
- Entnahmepumpen für Wasserproben (19 × 200 ml)
- Titanspritzen (4 × 740 ml)
- Sedimentkernbohrer (d = 53 mm, l = 400 mm)
- 6 abwerfbare Marker
- mobiler Wagen mit einem Rauminhalt von 0,6 m³
- Zange mit Schaufeln
- Schachtel mit Entleerungseinrichtung